# Blues de Moscou (альбом «Секрета»)
«Blues de Moscou» — шестой студийный альбом группы «Секрет». Был издан на лейбле «Jeff Records» в 1996 году.
Это первый альбом, записанный в составе квинтета: в 1993 году «Секрет» отказался от участия группы «Кейптаун» как в записи, так и на выступлениях. Причиной явилось то, что осуществлять концертную деятельность в составе 11 музыкантов стало экономически невыгодно. После этого «Кейптаун» прекратила своё существование.
Вскоре к «Секрету» присоединились Сергей Болдакин и Геннадий Анастасов, ранее игравшие в группе «Санкт-Петербург». Впрочем, несмотря на это, большинство песен для альбома записаны уже без участия Николая Фоменко: он покинул «Секрет» в феврале 1996 года.

## Список композиций
| №   | Название               | Текст песни         | Музыка                           | Длительность |
| --- | ---------------------- | ------------------- | -------------------------------- | ------------ |
| 1.  | «Ничего не бойся»      | Николай Фоменко     | Николай Фоменко, Алексей Мурашов | 4:58         |
| 2.  | «Странные дни»         | Алексей Мурашов     | Алексей Мурашов, Илья Бояшов     | 4:09         |
| 3.  | «Сидя на крыше»        | Николай Фоменко     | Николай Фоменко, Алексей Мурашов | 4:11         |
| 4.  | «Давай, заводи»        | Николай Фоменко     | Андрей Заблудовский              | 3:50         |
| 5.  | «Возьми меня»          | Николай Фоменко     | Андрей Заблудовский              | 3:07         |
| 6.  | «Между небом и землёй» | Андрей Заблудовский | Андрей Заблудовский              | 4:00         |
| 7.  | «Ты вернёшься ко мне»  | Николай Фоменко     | Андрей Заблудовский              | 3:27         |
| 8.  | «Береги свой хой»      | Борис Гребенщиков   | Борис Гребенщиков                | 2:39         |
| 9.  | «Дай мне шанс»         | Николай Фоменко     | Николай Фоменко                  | 3:26         |
| 10. | «Blues de Moscou»      | Майк Науменко       | Майк Науменко                    | 2:59         |
| 11. | «Ты умеешь летать»     | Сергей Миров        | Андрей Заблудовский              | 4:01         |

## Участники записи
- Николай Фоменко — вокал, гитара;
- Андрей Заблудовский — вокал, лидер-гитара;
- Алексей Мурашов — вокал, ударные;
- Сергей Болдакин — вокал, клавишные;
- Геннадий Анастасов — бас-гитара.

Звукорежиссеры - А. Бармаков и А. Бородицкий.

## Реакция и критика
Альбом получил хорошие оценки критиков, однако был далёк от успеха первых альбомов коллектива.

По своему духу их сегодняшняя музыка всё та же, что и восемь-девять лет назад. Заводная, мелодичная, порой сентиментальная - одним словом, бит.— Дмитрий Писаренко

## Кавер-версии
В 2022 году каверы на композиции «Ничего не бойся» и «Сидя на крыше» вошли в мюзикл «Ничего не бойся, я с тобой» по песням группы и в саундтрек к нему. Первая также дала название мюзиклу, впервые представленному 3 декабря 2022 году. 9 декабря 2022 года Ваня Дмитриенко и Асия выпустили кавер-версию и клип на заглавную песню мюзикла. Кавер записан под впечатлением от мюзикла. Музыканты попытались передать эмоции от истории и персонажей, рассказанной на сцене Театра МДМ.
Музыкальный критик Алексей Мажаев для портала InterMedia в рецензию на мюзикл отметил: «В «Ничего не бойся, я с » также имеется шутка про Купчино, несколько любовных линий, тема выбора между счастьем и благополучием, конфликт поколений, романтика, искромётные диалоги, выброшенный из окна телевизор и… летающий питерский троллейбус. Песня благодаря мюзиклу может вновь подняться на первые строчки чартов». А в рецензии на клип и кавер-версию песни «Ничего не бойся, я с тобой», записанных Ваней Дмитриенко и Асиёй, Мажаев отметил: «Спели они, конечно, немножко по-другому. На мой вкус, у «Секрета» в своё время получилось душевнее, да и в мюзикле заглавный номер звучит тогда, когда у зрителя уже глаза на мокром месте от радости. Тем не менее Ваня и Асия тоже старались выразить в этой песне собственные эмоции. Если в их аудиоверсии вам чего-то не хватило, самое время посмотреть клип – милую романтичную историю, перекликающуюся с сюжетом мюзикла. В клипе Ваня натыкается на красивую девушку (Елизавета Воронова), которая помогает ему скрыться от погони, а Асия – на молодого человека, которого сыграл звезда «Триггера» Владислав Тирон. Тот тоже спасает новую знакомую, а потом теряет её… Но герои Елизаветы и Влада находят нужный адрес – и оказываются на «Квартирнике у Маргулиса», где вновь встречают Ваню и Асию, исполняющих песню. При всех шероховатостях артисты показали историю, от которой хочется улыбаться, а это уже немало».
Также 14 февраля 2023 года ко Дню всех влюблённых клип на заглавную песню представила команда мюзикла. Песню исполняет ведущий дуэт мюзикла — Антон Лобан и Юлия Довганишина. По мнению портала «Вокруг ТВ» : «Дуэт сумел наполнить клип неповторимой трогательностью и лиризмом. Сценическая версия знаменитой песни «Секрета» отличается от оригинала не только парным исполнением, но и оригинальной аранжировкой, которую создал музыкальный руководитель спектакля Евгений Загот: он разложил песню для оркестра из 13 музыкантов.
Видеоряд ролика, который снят прямо на сцене – в тех же декорациях, что и в постановке – полностью соответствует романтическому настроению песни. Питер во всём своем великолепии, необъятное звёздное небо и влюблённые, которые в самый эмоциональный момент песни взмывают над землёй… на троллейбусе, который везёт их по ночному городу. Этот невероятно красивый и во всех смыслах возвышенный фрагмент спектакля покорил сердца тысяч зрителей, но и для тех, кому уже удалось посмотреть мюзикл живьем, клип также станет прекрасным подарком – благодаря многочисленным крупным планам и ракурсам, которые не увидеть из театрального зала».